# Honda陸上競技部
Honda陸上競技部（ホンダりくじょうきょうぎぶ）は、埼玉県狭山市を本拠地とする、本田技研工業の陸上競技部である。

## 概要
発足は1971年。黎明期は棒高跳の高根沢威夫（モントリオールオリンピック代表）や走高跳の影井克弘（1977年日本選手権優勝）など、フィールド種目を中心に結果を残した。
1980年、第25回全日本実業団駅伝に初出場。1983年に碓井哲雄が監督に就任すると中長距離の強豪チームとなり、浦田春生や大志田秀次らを輩出した。ニューイヤー駅伝では第35回大会（1991年）および第37回大会（1993年）で3位、第38回大会（1994年）では準優勝したものの、旭化成の壁は厚く優勝には手が届かなかった。
なお、狭山市を拠点とする当陸上部のほかに、浜松工場を拠点とするホンダ浜松陸上競技部、熊本工場を拠点とするホンダ熊本陸上競技部、高根沢工場を拠点とするホンダ栃木陸上競技部が存在し、それぞれニューイヤー駅伝に出場（浜松23回・熊本3回・栃木1回）していたが、浜松と熊本は2004年度で廃部、栃木も同好会として2008年まで東日本実業団駅伝に出場していたがその後廃部となっている。
2000年代は藤原正和、石川末廣らがチームを牽引し、第52回ニューイヤー駅伝（2008年）で3位、以降9年連続で8位以内に入るも優勝にあと一歩という状態が続いた。
2010年代後半は設楽悠太、服部翔大、田口雅也、山中秀仁ら有力ランナーが揃い、2018年の第62回ニューイヤー駅伝では24年ぶりとなる準優勝。設楽は2017年にハーフマラソン、2018年にマラソンの日本記録を立て続けに更新した。
2022年の第66回ニューイヤー駅伝では伊藤達彦、青木涼真、土方英和らを擁し、悲願の初優勝を果たす。2023年の第67回ニューイヤー駅伝でも優勝し、史上7チーム目の連覇を達成した。

## 現役選手・スタッフ
- 小川智（監督）
- 石川末廣（ヘッドコーチ）
- 田口雅也
- 松村優樹
- 木村慎
- 足羽純実
- 荒井七海
- 原法利
- 小山直城
- 中山顕
- 伊藤達彦(主将)
- 青木涼真
- ジャスティス・ソゲット
- 川瀬翔矢
- 小袖英人
- 菅原伊織
- 森凪也
- 丹所健
- イェゴン・ヴィンセント

## 過去の主な所属選手
- 高根沢威夫 ※棒高跳選手
- 浦田春生 ※元監督
- 大志田秀次
- 大澤陽祐 ※元監督
- 町田次雄
- 早田俊幸
- サムエル・カビル
- 藤原正和
- 馬場圭太
- イブラヒム・ジェイラン
- 宇野博之
- 土方英和
- 設楽悠太

## 全日本実業団対抗駅伝競走大会（ニューイヤー駅伝）成績
2009年以降のみ掲載。 走者 は区間賞。
| 年     | 総合順位 | 1区走者  | 2区走者                | 3区走者  | 4区走者  | 5区走者  | 6区走者  | 7区走者  |
| ------ | -------- | -------- | ---------------------- | -------- | -------- | -------- | -------- | -------- |
| 2009年 | 8位      | 金塚洋輔 | ヤコブ・ジャルソ       | 石川末廣 | 堀口貴史 | 奥田実   | 藤原正和 | 池上誠悟 |
| 2010年 | 6位      | 池上誠悟 | ヤコブ・ジャルソ       | 石川末廣 | 藤原正和 | 堀口貴史 | 山中貴弘 | 中尾誠宏 |
| 2011年 | 7位      | 中尾誠宏 | イブラヒム・ジェイラン | 池上誠悟 | 石川末廣 | 堀口貴史 | 藤原正和 | 池邉稔   |
| 2012年 | 8位      | 石川末廣 | 齋藤勇人               | 福山良祐 | 藤原正和 | 池邉稔   | 堀口貴史 | 豊田崇   |
| 2013年 | 4位      | 齋藤勇人 | アズメラウ・メンギスト | 馬場圭太 | 石川末廣 | 池邉稔   | 福山良祐 | 藤原正和 |
| 2014年 | 8位      | 上野渉   | ウィリアム・マレル     | 馬場圭太 | 佐野広明 | 石川末廣 | 齋藤勇人 | 藤原正和 |
| 2015年 | 4位      | 馬場圭太 | ウィリアム・マレル     | 佐野広明 | 設楽悠太 | 服部翔大 | 齋藤勇人 | 上野渉   |
| 2016年 | 4位      | 新庄翔太 | ウィリアム・マレル     | 松村優樹 | 設楽悠太 | 服部翔大 | 石川末廣 | 佐野広明 |
| 2017年 | 11位     | 田口雅也 | ウィリアム・マレル     | 山中秀仁 | 設楽悠太 | 石川末廣 | 服部翔大 | 馬場圭太 |
| 2018年 | 準優勝   | 田口雅也 | ウィリアム・マレル     | 松村優樹 | 設楽悠太 | 山中秀仁 | 石川末廣 | 上野渉   |
| 2019年 | 24位     | 木村慎   | ウィリアム・マレル     | 原法利   | 田口雅也 | 山中秀仁 | 服部翔大 | 足羽純実 |
| 2020年 | 3位      | 小山直城 | アモス・キルイ         | 中山顕   | 設楽悠太 | 田口雅也 | 山中秀仁 | 原法利   |
| 2021年 | 5位      | 小山直城 | ジャスティス・ソゲット | 中山顕   | 伊藤達彦 | 青木涼真 | 田口雅也 | 土方英和 |
| 2022年 | 優勝     | 川瀬翔矢 | ジャクソン・カベサ     | 小山直城 | 伊藤達彦 | 青木涼真 | 中山顕   | 土方英和 |
| 2023年 | 優勝     | 小袖英人 | ジャスティス・ソゲット | 川瀬翔矢 | 小山直城 | 青木涼真 | 中山顕   | 木村慎   |